# Tropolon
Tropolon är en organisk förening med formeln C7H5 (OH)O. Det är ett blekgult fast ämne som är lösligt i vatten och i organiska lösningsmedel. Föreningen har varit av intresse för kemisternas forskning på grund av sin ovanliga elektronstruktur och dess roll som en ligandprekursor. Även om det vanligtvis inte framställs från tropon, kan det ses som dess derivat med en hydroxylgrupp i 2-positionen.

## Syntes och reaktioner
Många metoder har beskrivits för syntes av tropolon. En innefattar bromering av 1,2-cycloheptanedion med N-bromsuccinimid följt av dehydrohalogenering vid förhöjda temperaturer och genom acyloin kondensation av etylester av pimelinsyra, acyloinen som sedan följs av oxidation med brom.
Föreningen genomgår lätt O-alkylering för att ge cycloheptatrienylderivat, som i sin tur är mångsidiga syntetiska intermediärer. Med metallkatjoner, genomgår den deprotonering till att ge kelatkomplex, t.ex. Cu (O2C7H5)2.

## Förekomst
Många naturliga produkter innehåller tropolonskelettet. Bland dessa finns puberulicsyra, stipitatonicsyra, stipitaticsyra, puberulonsyra och sepedonin. Det uppstår via en polyketidväg, vilket ger en fenolintermediär som genomgår en ringexpansion.